# Ostrov Nerpa
Ostrov Nerpa (Transliteration von russisch Остров Нерпа Ostrow Nerpa) ist eine Insel vor der Ingrid-Christensen-Küste des ostantarktischen Prinzessin-Elisabeth-Lands. Sie gehört zur Gruppe der Rauer-Inseln.
Russische Wissenschaftler benannten sie. Der weitere Benennungshintergrund ist nicht überliefert.